# Samer Mösl

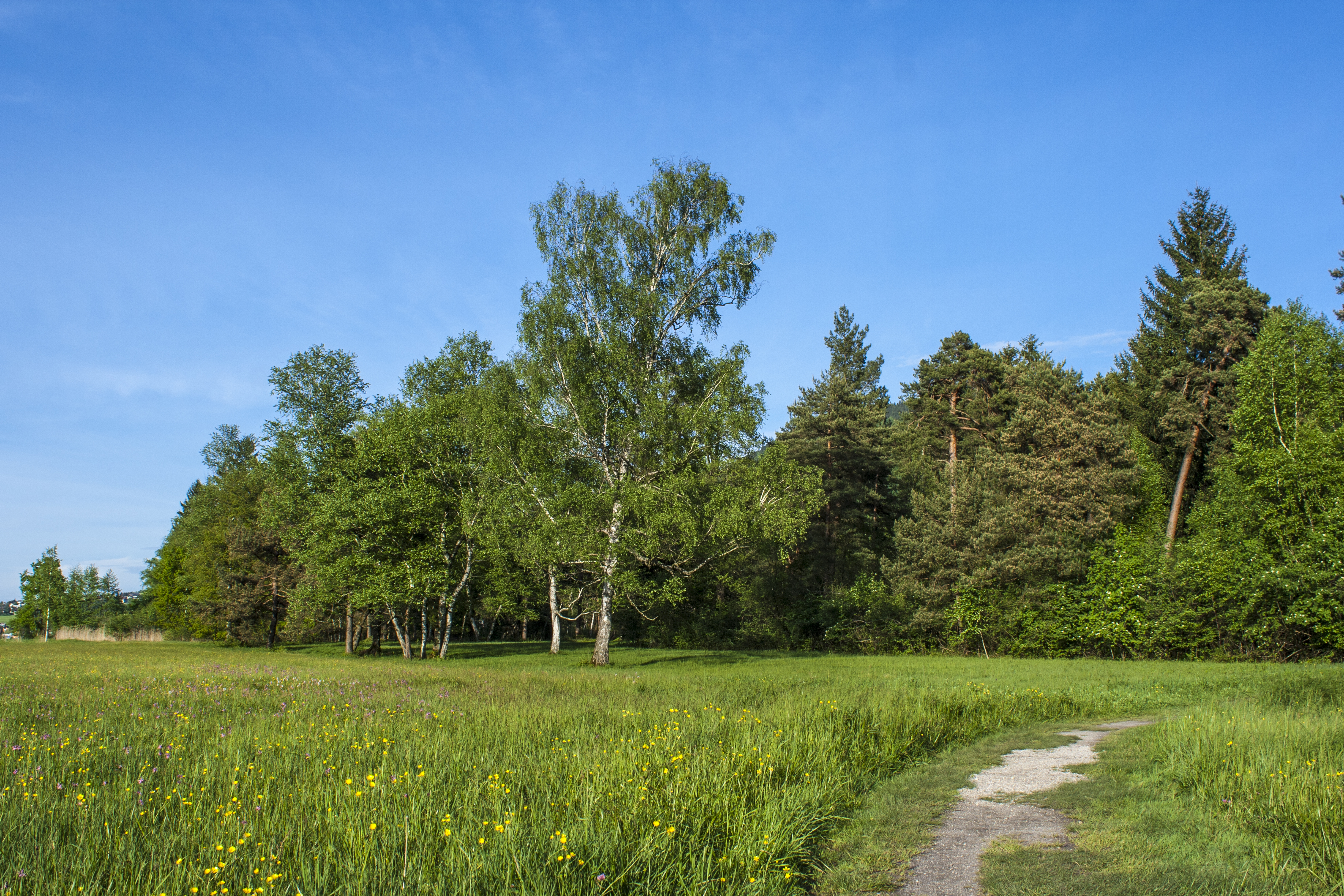
Am Samer Mösl

Das Samer Mösl ist ein kleines Restmoor am Rande der Siedlung Sam im Nordosten der österreichischen Stadt Salzburg. Das Gebiet ist mit einer Fläche von 8,235 ha als Geschützter Landschaftsteil (GLT 93) und im Kernbereich mit 4,91 ha als Naturdenkmal Moorwäldchen in Sam (NDM 93) ausgewiesen. Die dort anzutreffenden Tier- und Pflanzenarten gehören größtenteils zum Niedermoortyp.

## Geschichte

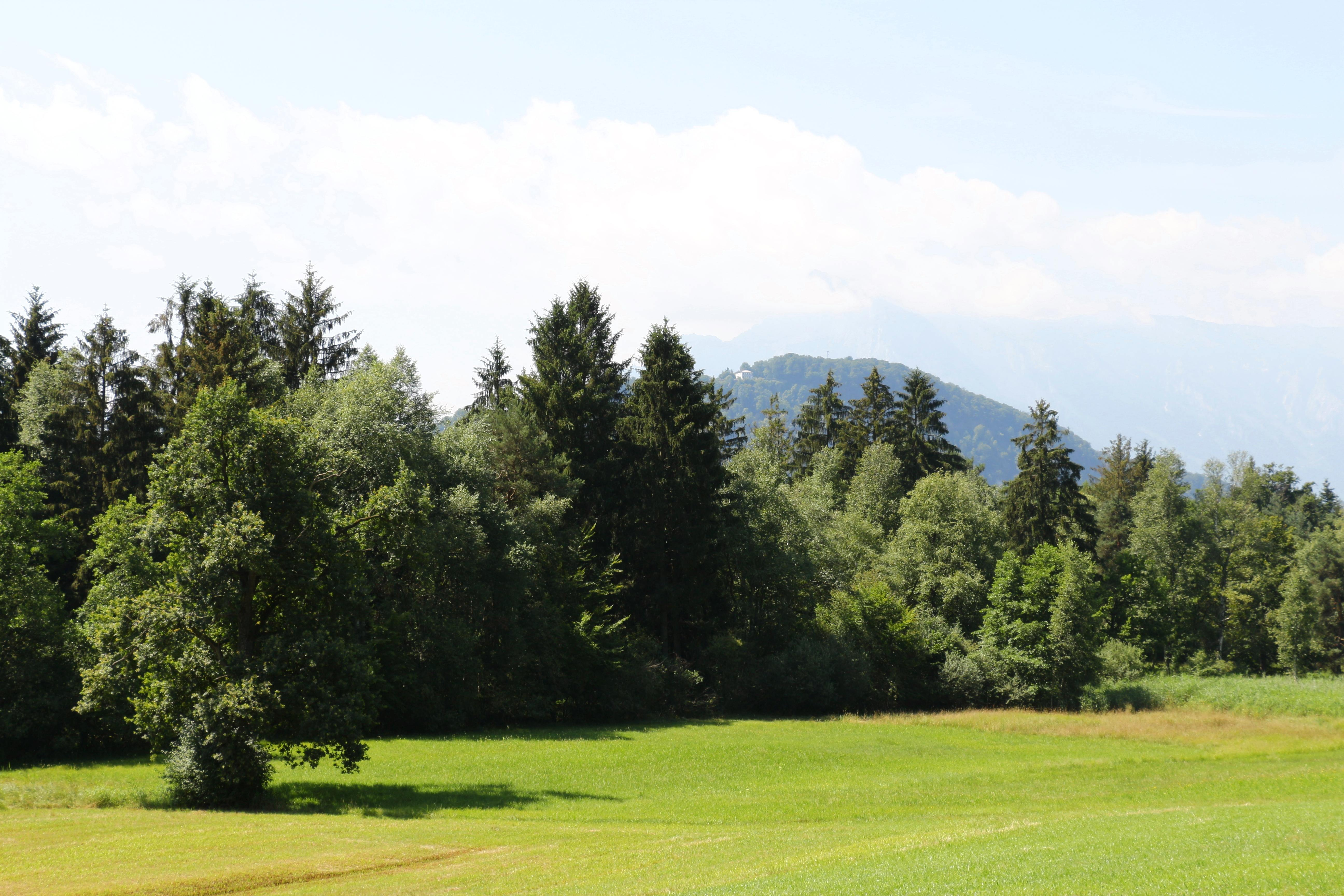
Moorwäldchen in Sam

Ursprünglich hieß dieses Moor Nußdorfer Moos nach dem Gehöft oberhalb und war dabei Teil des großräumigen Langmooses. Das Langmoos wieder ist der Teil des Schallmooses östlich des Alterbaches. Das Samer Mösl, dessen Name sich auf das erst in der zweiten Hälfte des 20. Jahrhunderts gewachsene Stadtgebiet Sam bezieht, liegt östlich von diesem und gleichzeitig unterhalb des Höhenzuges von Berg-Sam sowie unterhalb der Trasse der ehemaligen Salzkammergut-Lokalbahn.
Der große Salzachbeckensee, ein Gletscherrandsee des Salzachgletschers, verlandete in diesem Teil des Salzburger Beckens schon vor 10.000 Jahren, wobei sich an den Ufern moorige Teile bildeten, die sich in der Folge immer weiter ausdehnten und zu den bekannten großen Mooren am rechten Salzachufer heranwuchsen (Itzlinger Moor mit dem Gnigler Moor, dem Schallmoos und dem Langmoos sowie dem Kasernmoos und dem kleinen Radecker Moos), die allesamt zum Abflussgebiet des Alterbachs gehörten und den Raum nordöstlich Salzburgs bestimmten. Als letzter Rest dieser einstigen weiten Moorfläche auf der rechten Salzachseite im Stadtgebiet hat sich das Samer Mösl erhalten. 
Der Bescheid der Salzburger Landesregierung, das Moorwäldchen in Sam zum Naturdenkmal zu erklären, erfolgte am 14. September 1970. In der zweiten Hälfte der 1990er Jahre wurden größere Pflegemaßnahmen und Wiedervernässungsmaßnahmen eingeleitet, nachdem entsprechende Pflegeverträge zwischen der Stadtgemeinde Salzburg und den dortigen Grundeigentümern abgeschlossen worden waren. Durch seinen parkartigen Wechsel von Streuwiesen und Wald gilt der Moorrest auch landschaftlich als attraktiv.

## Pflanzen- und Tierwelt

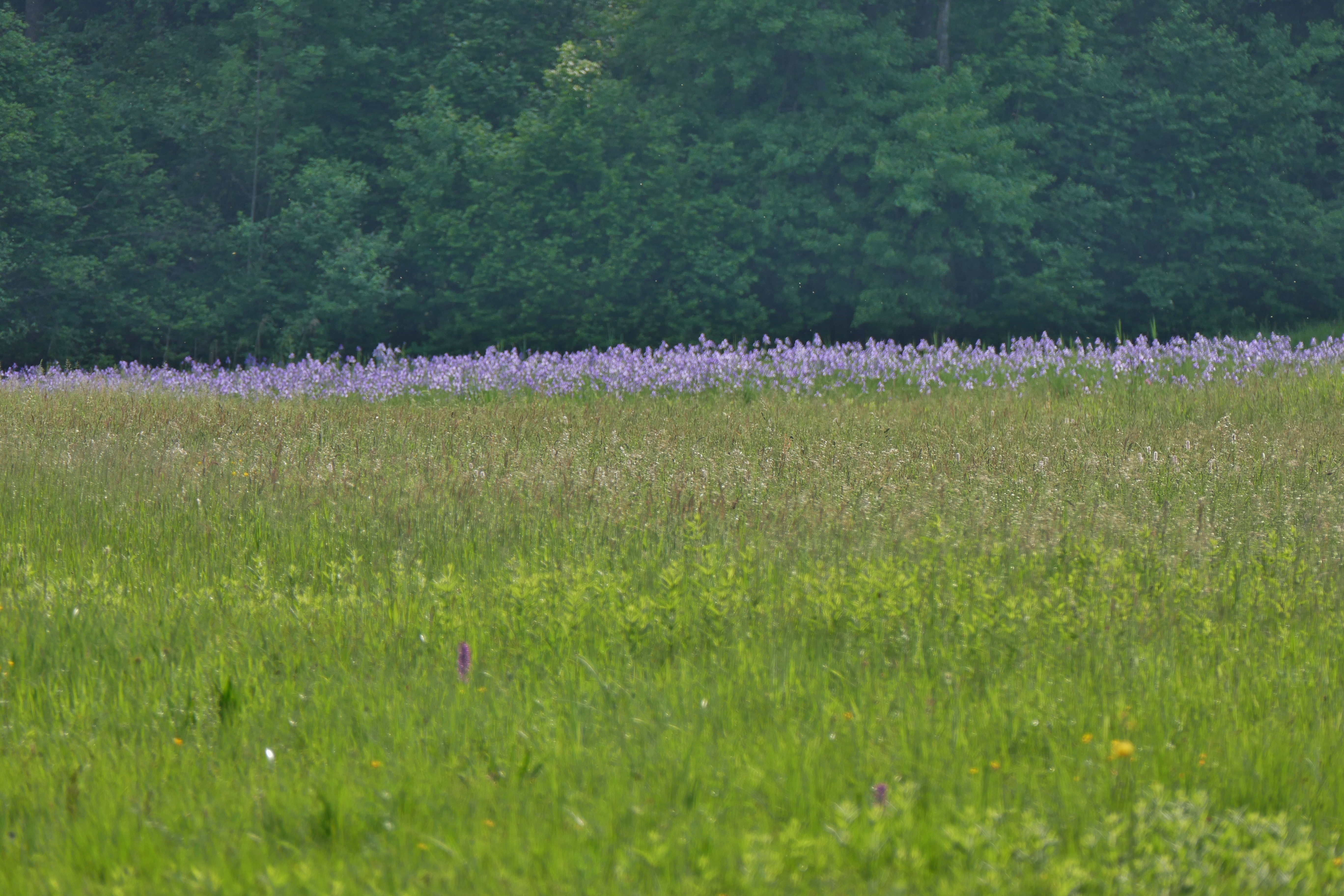
Wiese mit Sibirischen Schwertlilien

Besondere Bedeutung erhält dieser kleine Naturraum für die moortypische Tier- und Pflanzenwelt, die großteils zum Niedermoortyp zählen: Sonnentau, Sumpf-Stendelwurz, Preußisches Laserkraut, Moor-Prachtnelke, Scheidiges Wollgras. Es finden sich aber auch einige Hochmoorarten wie Torfmoose, Moorbeere etc. Im Gutachten, das als Grundlage der Schutzwürdigkeit des Moores diente, wird unter anderem auch die seltene Sibirische Schwertlilie hervorgehoben, die in weitem Umkreis nur hier existiert.
Für die Totholzbewohner ist das Moor (etwa mit seinen alten Moorkiefernbeständen) ebenfalls von Bedeutung. 
Als Abschluss des Pflegekonzeptes wird für die Sicherung des Moorrestes die Vernässung weiterer kleiner umgebender Wiesen für wichtig erachtet.